# Alliance démocratique nationale ukrainienne
L'Alliance démocratique nationale ukrainienne (ADNU) (ukrainien : Українське національно-демократичне об'єднання, УНДО, Ukrayin'ske Natsional'no-Demokratichne Obyednannia, polonais : Ukraińskie Zjednoczenie Narodowo-Demokratyczne) est le plus grand parti politique ukrainien de la Seconde République polonaise, actif dans l'Ouest de l'Ukraine. Il domina la vie politique traditionnelle de la minorité ukrainienne en Pologne, qui, avec près de 14 % de la population polonaise, était la plus grande minorité de ce pays.
Le parti est fondé en 1925 et dissous lors de l'annexion soviétique de l'Ouest de l'Ukraine en 1939. Tout au long de l'entre-deux-guerres, l'ADNU a bénéficié du soutien financier allemand et soviétique dans sa lutte contre la Pologne.